# Ewuare
Oba Ewuare, también llamado Ewuare el Grande o Ewuare I, fue el rey del Reino de Benín desde 1440 hasta 1473. Ewuare se convirtió en rey en un golpe violento contra su hermano Uwaifiokun, que destruyó gran parte de la ciudad de Benín. Después de la guerra, Ewuare reconstruyó gran parte de la ciudad, reformó las estructuras políticas en el reino, expandió en gran medida el territorio del reino y fomentó las artes y los festivales. Dejó un legado importante y a menudo se lo considera el primer rey del Imperio de Benín.

## Ascenso al poder

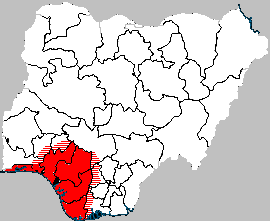
El tamaño del Imperio de Benín en su apogeo. Los bordes son estados modernos de Nigeria

Antes de Ewuare, el «Oza de Benín» estaba limitado en su poder y autoridad por el uzama, un grupo de jefes hereditarios en todo el reino. Los uzama pudieron nombrar al Oba de Benín a la muerte de un Oba y pudieron limitar cualquier esfuerzo del Oba.
El ascenso de Ewuare a una posición de poder lo narran varios cuentos populares orales y su linaje y detalles del mismo están muy discutidos. El cuento general comienza con Ewuare que nace como el hijo mayor de Ohen. En este punto, Ewuare era conocido con el nombre de Príncipe Ogun. Surgió una controversia sobre la muerte de Ohun cuando el uzama designó a su hermano menor Uwaifaikon como el Oba y exilió al Príncipe Ogun. Posteriormente Ogun viajó por toda la región durante su exilio visitando muchos reinos diferentes. A.F.C. Ryder sostiene que es posible que Ewuare fuera un líder militar externo y que la historia del linaje se haya creado para establecer la legitimidad de su gobierno. El historiador local Jacob Egharevba dice, por el contrario, que después de la muerte de Orobiru, tanto Ogun como Uwaifaikon fueron desterrados de la ciudad, pero luego Uwaifaikon pudo regresar, mintió al uzama y fue nombrado rey.
Una historia oral popular sostiene que mientras el príncipe Ogun fue exiliado, le hizo un favor al espíritu de la jungla y como resultado obtuvo una bolsa mágica, llamada Agbavboko. Agbavboko tenía las cualidades mágicas que, independientemente de lo que Ogun pusiera en la bolsa, tenía más espacio y cada vez que lo cogía podía sacar lo que quisiera. Durante sus viajes reunió importantes conocimientos de hierbas y hierbas de una variedad de fuentes. En cierto momento sintió la necesidad de dormir bajo el sagrado árbol de Iroko y el árbol le dijo que regresara a la ciudad de Benín y recuperara el trono. En su camino de regreso a la ciudad, le quitó una espina infectada de la pata a un león y el león le dio un talismán mágico que podría usar para crear cualquier situación en el mundo que deseara. Llegó a la ciudad de Benín sorprendido de encontrar un desfile para su hermano Uwaifaikon mientras la gente estaba en circunstancias de indigencia. El Príncipe Ogun usó el talismán para incendiar grandes partes de la ciudad. Luego buscó en Agbavboko y sacó un arco con una flecha envenenada que utilizó para asesinar a Uwaifaikon. En la confusión que siguió, se escondió con un esclavo, llamado Edo, que se había ocupado de él cuando era joven y que lo reconoció inmediatamente en el caos. Los partidarios de Uwaifaikon entraron a la casa de Edo y lo mataron tratando de encontrar a Ohun que se había escondido. Después de esto, Ogun salió de la casa y reunió a sus partidarios y fue capaz de afirmar su derecho al trono. En la versión de Egharevba, en una visita a la ciudad durante su exilio, Ogun fue llevado por un jefe prominente que lo escondió en un pozo seco, pero luego fue a avisar a las autoridades. El encargado de los esclavos del jefe, llamado Edo, bajó una escalera al pozo y le aconsejó a Ewuare que escapara.
Ogun luego tomó el nombre Ewuare que significa «el problema ha cesado». Al final, se agregó el honorífico Ogidigan, el Grande, y a menudo se lo conoce como «Ewuare Ogidigan» o «Ewuare el Grande».  La fecha para su ascenso al trono no es clara, pero por lo general se data en 1440. Para honrar al esclavo que había sacrificado su vida por salvar la suya, Ewuare también cambió el nombre de la ciudad y la llamó Edo, ahora ciudad de Benín.

## Reinado

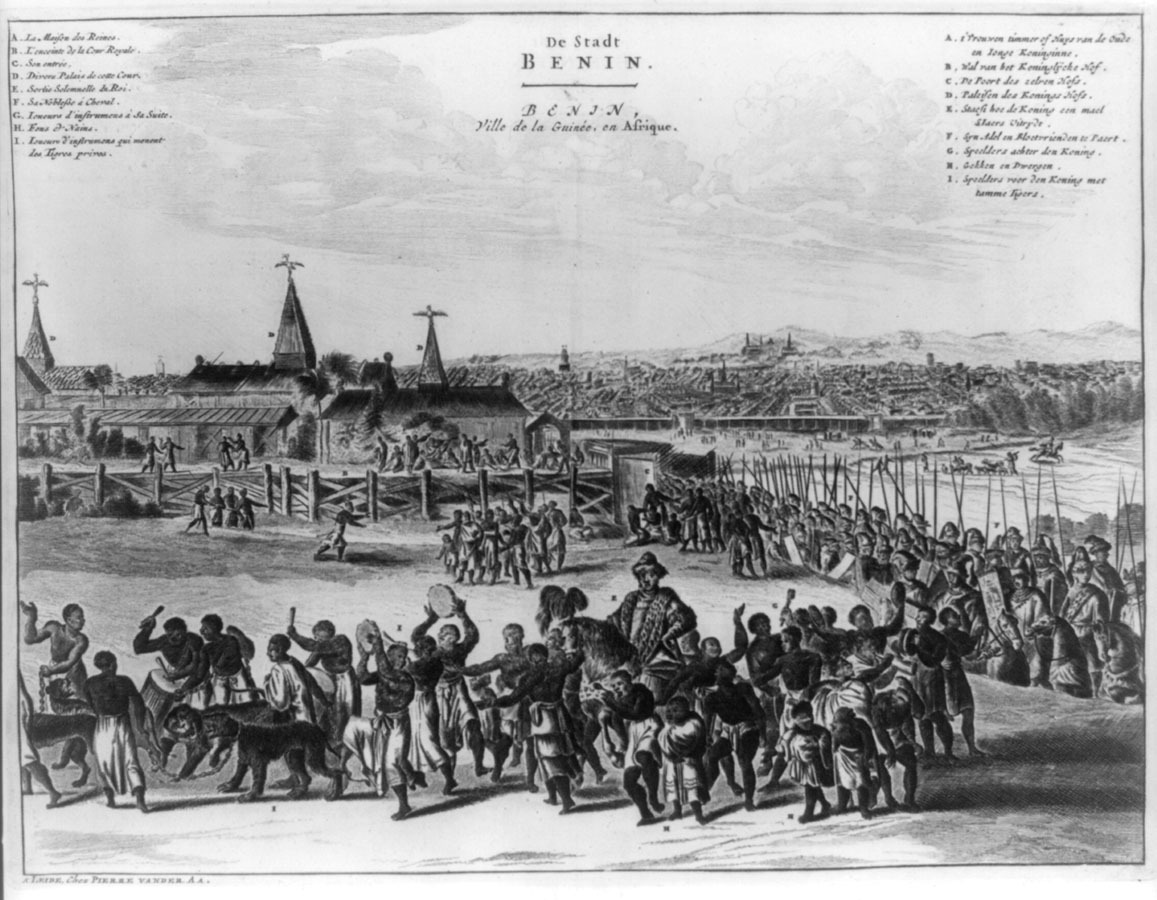
Representación de la ciudad de Benín en 1668. Muchas características, las paredes grandes, el foso y el palacio fueron dirigidos por Ewuare

A menudo se ha considerado a Ewuare un reformador del estado, cuestión clave y crucial en muchos aspectos de la formación del estado en el imperio de Benín. Él consolidó el poder del Oba, cambió los procedimientos de linaje y creó una estructura administrativa para el Imperio. Además, expandió en gran medida el imperio y se hizo cargo de un territorio importante.
Un  importante desarrollo administrativo emprendido por Ewuare fue la reducción del poder de los jefes de uzama, que eran una fuerza que limitaba la del Oba. Ewuare eliminó su capacidad para nombrar al Oba y en su lugar adoptó una sucesión clara para el hijo primogénito. Al adoptar este sistema de linaje de primogenitura, la autoridad del uzama disminuyó enormemente. Además, para aclarar la situación, Ewuare desarrolló el Edaiken título para el hijo mayor para establecer claramente el linaje. Una historia oral da fecha a este desarrollo a una situación en la ciudad de Uselu. El jefe de Uselu, Iken, se había convertido en un aliado de Ewuare. En un momento dado, otra ciudad se estaba rebelando contra el gobierno de Ewuare e Iken movilizó un ejército para poner fin a la revuelta. Como no tenía a nadie que gobernara a Uselu, Ewuare envió a su hijo mayor, Kuoboyuwa, a servir en la ciudad hasta que la guerra terminó. Iken murió en la lucha y como no tenía heredero, Kuoboyuwa se convirtió en el gobernante. Este incidente creó una clara sucesión al hijo mayor del rey con el título Edaiken derivado del incidente.
Ewuare también creó dos capas adicionales de administración en ciudades y pueblos con la creación de Eghabho n'ore —jefes de ciudad— y Eghabho n'ogbe —jefes de palacio—.  Estos actuaban como armas administrativas, directamente designados y responsables ante el Oba, recaudaban tributos, se ocupaban de cuestiones legales y, en general, tomaban parte de los asuntos de estado. Para fomentar esto, Ewuare alentó a la población libre a trabajar en el palacio por pequeños salarios como parte de estas diferentes órdenes.
Ewuare logró apoderarse de varias ciudades y pueblos de la región para expandir el imperio. Dirigió personalmente al ejército contra muchas de las comunidades Edo, que viven al oeste del río Níger, y asentamientos clave yoruba como Akure y Owo. En las ciudades que conquistó, rápidamente reemplazó a la elite gobernante con jefes de su sistema administrativo que eran sus aliados. La historia oral cuenta 201 victorias de Ewuare sobre varias ciudades y pueblos creando un gran imperio centrado en Edo.

La capital del imperio fue reconstruida durante el reinado de Ewuare con un rediseño significativo. Alrededor de la ciudad de Benín —entonces Edo—, Ewuare construyó importantes muros y fosos, grandes bulevares dentro de la ciudad y zonas claramente divididas para diferentes trabajos artesanales. La evidencia arqueológica ha encontrado que las paredes construidas alrededor del palacio y la ciudad, e incluso en el interior del país, fueron construcciones significativas que tardaron varios años en construirse. Además, reconstruyó el palacio y creó una clara división entre él y el resto de la ciudad capital. La división se destacó aún más mediante la introducción por parte de Ewuare de la  escarificación de los ciudadanos nacidos libres para diferenciarlos de la población esclava. Egharevba establece una fuente diferente de la escarificación que se desarrolló en el Reino. Las historias orales utilizadas por Egharevba sugieren que durante su reinado, su hijo mayor Kuoboyuwa, gobernante de Iken, y su segundo hijo Ezuwarha, que se había convertido en el gobernante de Iyowa. Los dos hermanos se convirtieron en rivales y terminaron envenenándose unos a otros causando que Ewuare entrara en luto significativo. En su dolor, Ewuare aprobó una ley que prohíbe el sexo en el reino durante tres años, lo que dio como resultado que muchos miembros del reino migraran a otras áreas. Ewuare revocó la ley pero, debido a que pocos migrantes regresaron, les dijo a todos los estados vecinos que se negaran a dar entrada a sus ciudadanos y desarrolló la práctica de  escarificación para permitir una identificación clara de sus ciudadanos.

## Contacto con los portugueses
Ewuare era el Oba del imperio de Benín cuando el explorador portugués Rui de Sequeira llegó en 1472. No está claro si entró en la ciudad, pero se iniciaron contactos entre los portugueses y los oba. Este comercio establecido entre los dos imperios se expandió en gran medida a partir de la década de 1480.

## Artes y celebración

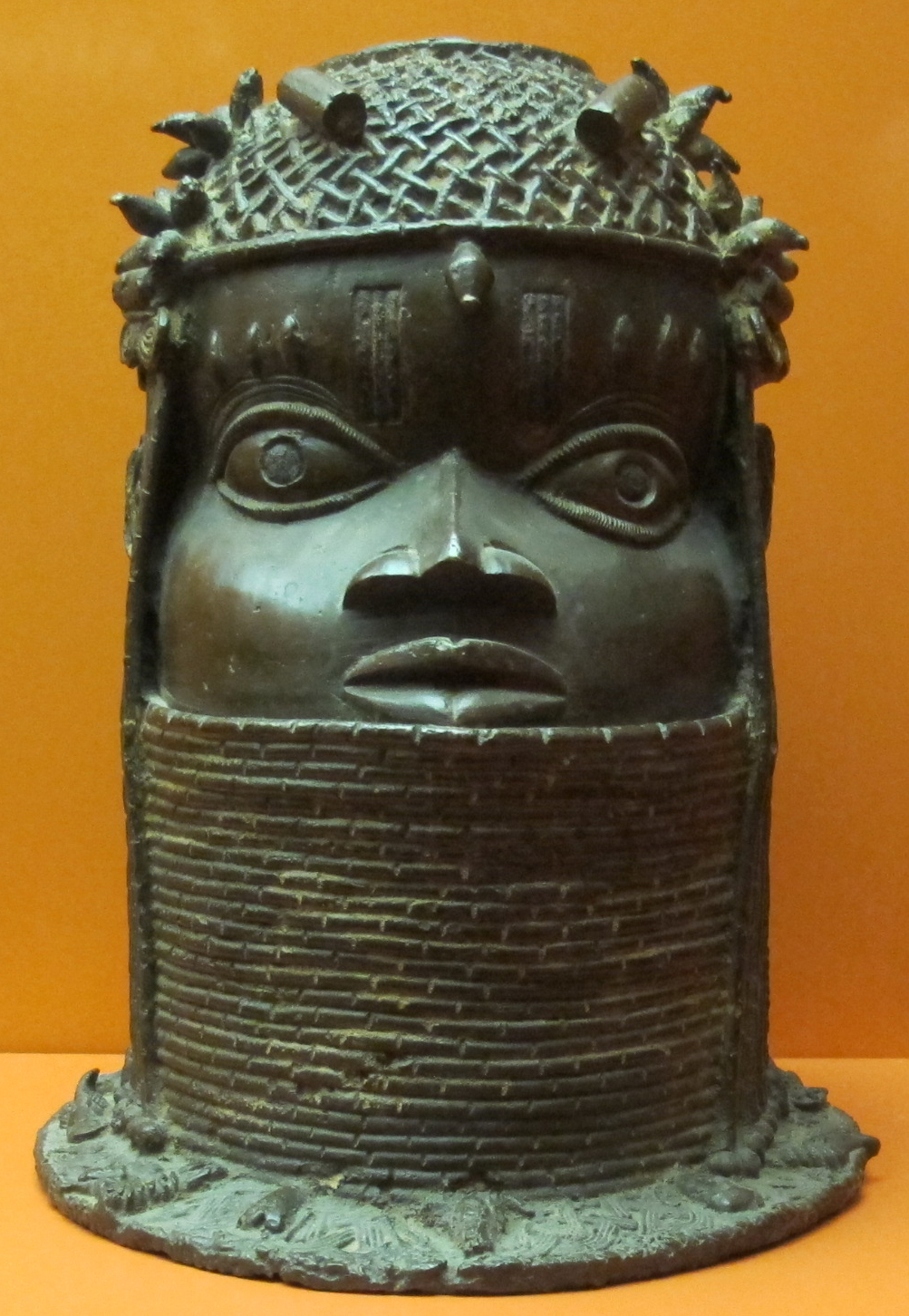
Una cabeza de Benín Bronce para exhibir en un santuario a Obas, una tradición iniciada bajo Ewuare

Ewuare amplió enormemente las artes en Benín durante su reinado y le ayudó mucho en este asunto el mayor intercambio que se produjo. A Ewuare generalmente se le atribuye la expansión en el imperio del marfil, el tallado en madera y la creación de cabezas de bronce para santuarios para obas fallecidos. Además, Ewuare comenzó muchas de las tradiciones de decoración real que implican el coral.
Tanto en cuentos populares como en representaciones artísticas, Ewuare era considerado alguien con poderes mágicos significativos. Su conocimiento herbáceo y mágico está atestiguado en una cantidad de obras de arte significativas de la época. Crucial en esto es la creación durante el mandato de Ewuare del festival Igue, que originalmente se celebró como un festival para renovar sus poderes mágicos. Una historia oral dice que la fecha del festival Igue se estableció inicialmente para el matrimonio entre Ewuare y una esposa llamada Ewere. También se dice que fundó el festival Ugie Erha Ọba que honraba a los Obas.

## Muerte y linaje
Los detalles sobre su muerte no son muy conocidos, pero Egharevba dice que fue enterrado en Esi, cerca de la ciudad de Edo, ciudad de Benín.  Su hijo Ezoti, murió de un asesinato y su segundo hijo, Olua, gobernó durante un breve período y fue reemplazado cuando los uzama se rebelaron. Su tercer hijo, Ozolua se convirtió en Oba alrededor de 1483 y gobernó hasta 1514. El linaje real de Ewuare continuó durante muchas generaciones.